# Canton de la Vallée de l'Arros et des Baïses
Le canton de la Vallée de l'Arros et des Baïses est une circonscription électorale française du département des Hautes-Pyrénées.

## Histoire
Un nouveau découpage territorial des Hautes-Pyrénées entre en vigueur à l'occasion des élections départementales de 2015. Il est défini par le décret du 25 février 2014, en application des lois du 17 mai 2013 (loi organique 2013-402 et loi 2013-403). Les conseillers départementaux sont, à compter de ces élections, élus au scrutin majoritaire binominal mixte. Les électeurs de chaque canton élisent au Conseil départemental, nouvelle appellation du Conseil général, deux membres de sexe différent, qui se présentent en binôme de candidats. Les conseillers départementaux sont élus pour 6 ans au scrutin binominal majoritaire à deux tours, l'accès au second tour nécessitant 10 % des inscrits au 1er tour. En outre la totalité des conseillers départementaux est renouvelée. Ce nouveau mode de scrutin nécessite un redécoupage des cantons dont le nombre est divisé par deux avec arrondi à l'unité impaire supérieure si ce nombre n'est pas entier impair, assorti de conditions de seuils minimaux. Dans les Hautes-Pyrénées, le nombre de cantons passe ainsi de 34 à 17.
Le canton de la Vallée de l'Arros et des Baïses est formé de communes des anciens cantons de Bagnères-de-Bigorre (10 communes), de La Barthe-de-Neste (6 communes), de Lannemezan (17 communes), de Tournay (27 communes) et de Galan (11 communes). Avec ce redécoupage administratif, le territoire du canton s'affranchit des limites d'arrondissements, avec 33 communes incluses dans l'arrondissement de Bagnères-de-Bigorre et 38 dans celui de Tarbes. Le bureau centralisateur est situé à Tournay.

## Représentation
| Période élective | Période élective | Mandat | Mandat   | Identité            | Nuance | Nuance | Qualité |
| ---------------- | ---------------- | ------ | -------- | ------------------- | ------ | ------ | --- |
| 2015             | 2021             | 2015   | 2021     | Joëlle Abadie       |        | PS     | Professeure, maire de Tilhouse |
| 2015             | 2021             | 2015   | 2021     | André Fourcade      |        | PRG    | Retraité de l'enseignement Ancien maire de Poumarous, ancien conseiller général du Canton de Tournay (1982-2015) 4e vice-président du Conseil Départemental chargé des ressources humaines |
| 2021             | 2028             | 2021   | en cours | Joëlle Abadie       |        | PS     | Professeure, maire de Tilhouse, 1ère Vice-Présidente du conseil départemental |
| 2021             | 2028             | 2021   | en cours | Nicolas Datas-Tapie |        | DVG    | Maire de Tournay |

### Résultats détaillés

#### Élections de mars 2015
À l'issue du 1er tour des élections départementales de 2015, deux binômes sont en ballotage : Joëlle Abadie et André Fourcade (Union de la Gauche, 44,66 %) et Camille Denagiscarde et Elisa Sabathier-Panofré (DVD, 25,13 %). Le taux de participation est de 60,86 % (6 248 votants sur 10 266 inscrits) contre 54,65 % au niveau départemental et 50,17 % au niveau national.
Au second tour, Joëlle Abadie et André Fourcade (Union de la Gauche) sont élus avec 63,5 % des suffrages exprimés et un taux de participation de 59,7 % (3 498 voix pour 6 134 votants et 10 274 inscrits).
Joëlle Abadie est apparentée au groupe PS.

#### Élections de juin 2021
Le premier tour des élections départementales de 2021 est marqué par un très faible taux de participation (33,26 % au niveau national). Dans le canton de la Vallée de l'Arros et des Baïses, ce taux de participation est de 48,22 % (4 991 votants sur 10 350 inscrits) contre 39,47 % au niveau départemental. À l'issue de ce premier tour,  le binôme constitué de Joëlle Abadie et Nicolas Datas-Tapie (Union à gauche, 80,6 %), est élu avec 80,6 % des suffrages exprimés.

## Composition
Lors de sa création, le canton de la Vallée de l'Arros et des Baïses comprenait soixante-et-onze communes entières.
À la suite de la création de la commune nouvelle de Benqué-Molère au 1er janvier 2017, le canton comprend désormais soixante-dix communes entières.
| Nom                                          | Code Insee | Intercommunalité              | Superficie (km2) | Population (dernière pop. légale) | Densité (hab./km2) | Modifier                                    |
| -------------------------------------------- | ---------- | ----------------------------- | ---------------- | --------------------------------- | ------------------ | ------------------------------------------- |
| Tournay (bureau centralisateur)              | 65447      | CC des Coteaux du Val d'Arros | 14,32            | 1 296 (2022)                      | 91                 | modifier les données · modifier les données |
| Argelès-Bagnères                             | 65024      | CC de la Haute-Bigorre        | 2,62             | 103 (2022)                        | 39                 | modifier les données · modifier les données |
| Arrodets                                     | 65034      | CC du Plateau de Lannemezan   | 0,98             | 23 (2022)                         | 23                 | modifier les données · modifier les données |
| Artiguemy                                    | 65037      | CC du Plateau de Lannemezan   | 2,97             | 84 (2022)                         | 28                 | modifier les données · modifier les données |
| Asque                                        | 65041      | CC du Plateau de Lannemezan   | 15,85            | 120 (2022)                        | 7,6                | modifier les données · modifier les données |
| Banios                                       | 65060      | CC de la Haute-Bigorre        | 5,26             | 65 (2022)                         | 12                 | modifier les données · modifier les données |
| Barbazan-Dessus                              | 65063      | CC des Coteaux du Val d'Arros | 4,24             | 164 (2022)                        | 39                 | modifier les données · modifier les données |
| Batsère                                      | 65071      | CC du Plateau de Lannemezan   | 2,30             | 36 (2022)                         | 16                 | modifier les données · modifier les données |
| Bégole                                       | 65079      | CC des Coteaux du Val d'Arros | 10,24            | 191 (2022)                        | 19                 | modifier les données · modifier les données |
| Benqué-Molère                                | 65081      | CC du Plateau de Lannemezan   | 3,79             | 137 (2022)                        | 36                 | modifier les données · modifier les données |
| Bernadets-Dessus                             | 65086      | CC des Coteaux du Val d'Arros | 7,86             | 147 (2022)                        | 19                 | modifier les données · modifier les données |
| Bettes                                       | 65091      | CC de la Haute-Bigorre        | 3,38             | 60 (2022)                         | 18                 | modifier les données · modifier les données |
| Bonnemazon                                   | 65096      | CC du Plateau de Lannemezan   | 5,00             | 71 (2022)                         | 14                 | modifier les données · modifier les données |
| Bonrepos                                     | 65097      | CC du Plateau de Lannemezan   | 8,80             | 193 (2022)                        | 22                 | modifier les données · modifier les données |
| Bordes                                       | 65101      | CC des Coteaux du Val d'Arros | 11,22            | 753 (2022)                        | 67                 | modifier les données · modifier les données |
| Bourg-de-Bigorre                             | 65105      | CC du Plateau de Lannemezan   | 7,92             | 196 (2022)                        | 25                 | modifier les données · modifier les données |
| Bulan                                        | 65111      | CC du Plateau de Lannemezan   | 3,41             | 59 (2022)                         | 17                 | modifier les données · modifier les données |
| Burg                                         | 65113      | CC des Coteaux du Val d'Arros | 12,56            | 278 (2022)                        | 22                 | modifier les données · modifier les données |
| Caharet                                      | 65118      | CC des Coteaux du Val d'Arros | 1,23             | 30 (2022)                         | 24                 | modifier les données · modifier les données |
| Calavanté                                    | 65120      | CC des Coteaux du Val d'Arros | 2,06             | 332 (2022)                        | 161                | modifier les données · modifier les données |
| Castelbajac                                  | 65128      | CC du Plateau de Lannemezan   | 8,20             | 137 (2022)                        | 17                 | modifier les données · modifier les données |
| Castéra-Lanusse                              | 65132      | CC des Coteaux du Val d'Arros | 0,86             | 45 (2022)                         | 52                 | modifier les données · modifier les données |
| Castillon                                    | 65135      | CC du Plateau de Lannemezan   | 3,32             | 76 (2022)                         | 23                 | modifier les données · modifier les données |
| Chelle-Spou                                  | 65143      | CC du Plateau de Lannemezan   | 4,58             | 107 (2022)                        | 23                 | modifier les données · modifier les données |
| Cieutat                                      | 65147      | CC de la Haute-Bigorre        | 18,78            | 606 (2022)                        | 32                 | modifier les données · modifier les données |
| Clarac                                       | 65149      | CC des Coteaux du Val d'Arros | 6,36             | 162 (2022)                        | 25                 | modifier les données · modifier les données |
| Esconnets                                    | 65162      | CC du Plateau de Lannemezan   | 2,31             | 34 (2022)                         | 15                 | modifier les données · modifier les données |
| Escots                                       | 65163      | CC du Plateau de Lannemezan   | 4,06             | 44 (2022)                         | 11                 | modifier les données · modifier les données |
| Espèche                                      | 65166      | CC du Plateau de Lannemezan   | 2,67             | 42 (2022)                         | 16                 | modifier les données · modifier les données |
| Espieilh                                     | 65167      | CC du Plateau de Lannemezan   | 2,12             | 25 (2022)                         | 12                 | modifier les données · modifier les données |
| Fréchendets                                  | 65179      | CC du Plateau de Lannemezan   | 2,02             | 31 (2022)                         | 15                 | modifier les données · modifier les données |
| Fréchou-Fréchet                              | 65181      | CC des Coteaux du Val d'Arros | 2,97             | 173 (2022)                        | 58                 | modifier les données · modifier les données |
| Galan                                        | 65183      | CC du Plateau de Lannemezan   | 14,05            | 698 (2022)                        | 50                 | modifier les données · modifier les données |
| Galez                                        | 65184      | CC du Plateau de Lannemezan   | 7,29             | 176 (2022)                        | 24                 | modifier les données · modifier les données |
| Goudon                                       | 65206      | CC des Coteaux du Val d'Arros | 7,53             | 239 (2022)                        | 32                 | modifier les données · modifier les données |
| Gourgue                                      | 65207      | CC du Plateau de Lannemezan   | 1,53             | 60 (2022)                         | 39                 | modifier les données · modifier les données |
| Hauban                                       | 65216      | CC de la Haute-Bigorre        | 2,14             | 96 (2022)                         | 45                 | modifier les données · modifier les données |
| Hitte                                        | 65222      | CC de la Haute-Bigorre        | 2,91             | 137 (2022)                        | 47                 | modifier les données · modifier les données |
| Houeydets                                    | 65224      | CC du Plateau de Lannemezan   | 7,53             | 284 (2022)                        | 38                 | modifier les données · modifier les données |
| Lanespède                                    | 65256      | CC des Coteaux du Val d'Arros | 4,47             | 144 (2022)                        | 32                 | modifier les données · modifier les données |
| Lespouey                                     | 65270      | CC des Coteaux du Val d'Arros | 2,96             | 207 (2022)                        | 70                 | modifier les données · modifier les données |
| Lhez                                         | 65272      | CC des Coteaux du Val d'Arros | 0,88             | 76 (2022)                         | 86                 | modifier les données · modifier les données |
| Libaros                                      | 65274      | CC du Plateau de Lannemezan   | 9,08             | 136 (2022)                        | 15                 | modifier les données · modifier les données |
| Lies                                         | 65275      | CC de la Haute-Bigorre        | 3,66             | 74 (2022)                         | 20                 | modifier les données · modifier les données |
| Lomné                                        | 65278      | CC du Plateau de Lannemezan   | 2,94             | 36 (2022)                         | 12                 | modifier les données · modifier les données |
| Luc                                          | 65290      | CC des Coteaux du Val d'Arros | 4,93             | 175 (2022)                        | 35                 | modifier les données · modifier les données |
| Lutilhous                                    | 65294      | CC du Plateau de Lannemezan   | 3,85             | 214 (2022)                        | 56                 | modifier les données · modifier les données |
| Marsas                                       | 65300      | CC de la Haute-Bigorre        | 2,77             | 65 (2022)                         | 23                 | modifier les données · modifier les données |
| Mascaras                                     | 65303      | CC des Coteaux du Val d'Arros | 4,76             | 368 (2022)                        | 77                 | modifier les données · modifier les données |
| Mauvezin                                     | 65306      | CC du Plateau de Lannemezan   | 9,85             | 240 (2022)                        | 24                 | modifier les données · modifier les données |
| Mérilheu                                     | 65310      | CC de la Haute-Bigorre        | 3,38             | 232 (2022)                        | 69                 | modifier les données · modifier les données |
| Montastruc                                   | 65318      | CC du Plateau de Lannemezan   | 12,34            | 238 (2022)                        | 19                 | modifier les données · modifier les données |
| Moulédous                                    | 65324      | CC des Coteaux du Val d'Arros | 6,98             | 212 (2022)                        | 30                 | modifier les données · modifier les données |
| Oléac-Dessus                                 | 65333      | CC des Coteaux du Val d'Arros | 3,72             | 112 (2022)                        | 30                 | modifier les données · modifier les données |
| Orieux                                       | 65337      | CC des Coteaux du Val d'Arros | 8,19             | 110 (2022)                        | 13                 | modifier les données · modifier les données |
| Orignac                                      | 65338      | CC de la Haute-Bigorre        | 9,91             | 251 (2022)                        | 25                 | modifier les données · modifier les données |
| Oueilloux                                    | 65346      | CC des Coteaux du Val d'Arros | 4,40             | 151 (2022)                        | 34                 | modifier les données · modifier les données |
| Ozon                                         | 65353      | CC des Coteaux du Val d'Arros | 9,08             | 243 (2022)                        | 27                 | modifier les données · modifier les données |
| Péré                                         | 65356      | CC du Plateau de Lannemezan   | 4,71             | 62 (2022)                         | 13                 | modifier les données · modifier les données |
| Peyraube                                     | 65357      | CC des Coteaux du Val d'Arros | 3,46             | 170 (2022)                        | 49                 | modifier les données · modifier les données |
| Poumarous                                    | 65367      | CC des Coteaux du Val d'Arros | 5,68             | 154 (2022)                        | 27                 | modifier les données · modifier les données |
| Recurt                                       | 65376      | CC du Plateau de Lannemezan   | 13,43            | 203 (2022)                        | 15                 | modifier les données · modifier les données |
| Ricaud                                       | 65378      | CC des Coteaux du Val d'Arros | 3,30             | 65 (2022)                         | 20                 | modifier les données · modifier les données |
| Sabarros                                     | 65381      | CC du Plateau de Lannemezan   | 3,67             | 33 (2022)                         | 9,0                | modifier les données · modifier les données |
| Sarlabous                                    | 65405      | CC du Plateau de Lannemezan   | 3,39             | 78 (2022)                         | 23                 | modifier les données · modifier les données |
| Sentous                                      | 65419      | CC du Plateau de Lannemezan   | 7,30             | 77 (2022)                         | 11                 | modifier les données · modifier les données |
| Sinzos                                       | 65426      | CC des Coteaux du Val d'Arros | 4,11             | 136 (2022)                        | 33                 | modifier les données · modifier les données |
| Tilhouse                                     | 65445      | CC du Plateau de Lannemezan   | 6,51             | 225 (2022)                        | 35                 | modifier les données · modifier les données |
| Tournous-Devant                              | 65449      | CC du Plateau de Lannemezan   | 4,67             | 83 (2022)                         | 18                 | modifier les données · modifier les données |
| Uzer                                         | 65459      | CC de la Haute-Bigorre        | 3,48             | 104 (2022)                        | 30                 | modifier les données · modifier les données |
| Canton de la Vallée de l'Arros et des Baïses | 6514       |                               | 399,10           | 12 184 (2022)                     | 31                 | modifier les données                        |

## Démographie
En 2022, le canton comptait 12 184 habitants, en évolution de −1,39 % par rapport à 2016 (Hautes-Pyrénées : +1,59 %, France hors Mayotte : +2,11 %).
| 2013   | 2018   | 2022   |
| ------ | ------ | ------ |
| 12 293 | 12 225 | 12 184 |